# Aurélie Halbwachs
Aurélie Halbwachs (Curepipe, 24 de agosto de 1986) é uma ciclista mauriciana que representou seu país nos Jogos Olímpicos de Verão de 2012 na prova de estrada, mas não conseguiu terminar.